# Llista d'alcaldes de Vilanova del Vallès
Llista d'alcaldes de Vilanova del Vallès:
- Ramon Galbany i Aregay (1936 - 1938)
- Francesc Asmarats i Simó (1939 - 1939)
- Francesc Escalé i Matamala (1984 - 1999)
- Nicolàs Alpiste i Garro (1999 - 2003)
- Oriol Safont i Prat (2003 - 2015)
- Yolanda Lorenzo Garcia (2015-)